# Corvus florensis
Corvus florensis là một loài chim trong họ Corvidae.